# Марбургски университет
Марбургският университет (на немски: Philipps-Universität Marburg) в гр. Марбург, провинция Хесен, Германия, основан през 1527 г. от ландграф Филип I, е най-старият протестантски университет в света.

## История
При неговото основаване на 1 юли 1527 г. в университета са преподавали 11 професори на 84 студенти. След 2 години към него е открито първото студентско общежитие в Германия.
След като през 1624 г. Марбург става част от ландграфство Хесен-Дармщат, Марбургският университет е слят с Гисенския за периода 1625-1649 г., след което е закрит. Открит е отново на 24 юни 1653 г.
След анексията на провинция Хесен от Прусия 1866 г. (тогава с 264 студенти и 51 професори) добива статута на пруски университет и започва постепенно да се разраства до Първата световна война – през 1887 г. броят на студентите за пръв път достига 1000 души, през 1909 г. – 2000, а през 1908 г. за пръв път са приети жени. След 1960 г. университетът продължава да се разраства.
Днес се числи към средноголемите университети в Германия и е известен с академичната си традиция в естествените науки, преди всичко химия, биология, както и медицина и психология.

## Галерия
- Старият университет
- Старият ботанически институт
- Факултет по стопански науки
- Институт по психология
- Музей за изкуство и културна история
- Факултет по география
- Музей по минералогия
- Библиотека на Факултета по икономика
- Институт на науките за духа – по-ниският корпус: Педагогика и социология, по-високият корпус: Исторически науки
- Биомедицински изследователски център
- Биологически факултет
- Факултет по фармация
- Централна университетска библиотека
- Университетска клиника

## Факултети
- 01. Юридически науки
- 02. Икономически науки
- 03. Обществени науки и философия
- 04. Психология
- 05. Евангелистка теология
- 06. История
- 09. Германистика
- 10. Чуждоезични филологии
- 12. Математика и информатика
- 13. Физика
- 15. Химия
- 16. Фармация
- 17. Биология
- 19. География
- 20. Медицина
- 21. Педагогика

В хода на Болонския процес университетът преструктурира системата на преподаване, така че специалностите, в които дотогава се е придобивала квалификацията диплома респективно магистратура, се заменят постепенно от бакалавърски (на английски: Bachelor) и магистърски (на английски: Master) програми.

## Личности
- Адолф Бутенант, химик, Нобелов лауреат
- Борис Пастернак (1890-1960), писател, Нобелов лауреат
- Георг Витиг (1897-1987), химик, Нобелов лауреат
- Дени Папен (1647-1712), математик, изобретател (парна машина)
- Емил фон Беринг (1854-1917), физиолог, Нобелов лауреат
- Карл Циглер (1898-1973), химик, Нобелов лауреат
- Ото Льови, фармаколог, Нобелов лауреат
- Ото Хан (1879-1968), химик, Нобелов лауреат
- Роберт Бунзен (1811-1899), химик, открива заедно с Густав Кирхоф спектралния анализ
- Фердинанд Браун, физик, Нобелов лауреат
- Фридрих Карл фон Савини (1771-1861), юрист и основател на Германската историческа школа
- Ханс Емил Фишер, химик, Нобелов лауреат
- Юлиус Велхаузен (1844-1918), ориенталист и библеист